# منتخب جنوب إفريقيا لكرة القدم للسيدات
منتخب جنوب أفريقيا الوطني لكرة القدم للسيدات هو ممثل جنوب أفريقيا الرسمي في المنافسات الدولية في كرة القدم في فئة كرة قدم نسائية.

## وصلات خارجية
- الموقع الرسمي